# جيمس آدامز ويستون
جيمس آدامز ويستون (بالإنجليزية: James Adams Weston)‏ هو سياسي أمريكي ينتمي إلى الحزب الديمقراطي ولد جيمس آدامز ويستون في 27 آب - أغسطس من سنة 1827 في مدينة مانشتستر بولاية نيوهامشير شغل ويستون منصب حاكم على ولاية نيوهامشير مرتين المرة الأولى كانت من حزيران من سنة 1871 إلى حزيران من سنة 1872 والمرة الثانية كانت من حزيران من سنة 1874 إلى حزيران من سنة 1875 توفي جيمس آدامز ويستون في 8 أيار - مايو من سنة 1895.